# 歼十出击
《歼十出击》（英語：Sky Fighters J-10）是一部于2009年上映的中国电影，以歼-10“猛龙”战斗机为主角的军事题材电影，由中国空军、政治部、中共北京市委宣传部和八一电影制片厂等联合拍摄的影片，由宁海强导演执导，主演王斑，胡可，李光洁和黄奕等演员。此片为中华人民共和国成立60周年和中国空军成立60周年的献礼影片。